# نظام التحكم بالتطواف الذكي

. نموذج عن النظام يبين السيارة الحمراء تتبع تلقائيا السيارة الزرقاء.

نظام التحكم الذاتي بالمسافة صمم في بادئ الأمر لمراقبة الرحلات البحرية، وكان يقوم بمراقبة الرحلات البحرية لبعض المراكب ذات النظام المتطور. ونظام التحكم هذا يوضع تحت العديد من الأسماء التجارية المختلفة وفقا للتصنيع. ويستخدم في هذه النظم إما الرادار أو الليزر، ويقوم تلقائيا بابطاء سرعة المركبة عند اقتراب سيارة أخرى منها وأيضا لتعجيل سرعتها عندما تسمح الحالة التي تحيط بالمركبة بذلك. ويعتبر هذا النظام العنصر التي ستقوم عليه المركبات في الأجيال القادمة التي ستعتمد على أنواع السيارات الذكية.

## الأنواع
1. -الليزر: يعتبر نظام الليزر أقل تكلفة من رديفه نظام الرادار. ولكن الليزر لا يمكن أن يعطي رصد جيد لتحكم السيارة في الظروف المناخية الغير مواتية الذي يوفره نظام الرادار. وكذلك يجب تركيب مستقبل الليزر (وهو علبة كبيرة) في مكان مكشوف من السيارة مثل النتوءات الجانبية خلف الفتحات الأمامية. وهو يركب في السيارات الفخمة المتوسطة. سعر الجهاز ما بين 300 و600 دولار / يورو.
2. -الرادار: وهو جهاز يمكن وضعه بأماكن غير مكشوفة إذا غطي باللدائن. ويضاف اختياريا إلى العديد من السيارات الفاخرة لأنه يكلف أكثر من رديفه الليزر. ويصل سعر الواحد منه تقريبا إلى 1000-3000 دولار / يورو.

## الأنظمة المتضافرة
ويمكن إضافة أنظمة متضافرة لتقديم أمان أو خدمات أفضل مثل:
- نظام ما قبل الاصطدام (Precrash) وهو يعطي تحذير للسائق أو يقوم بعملية كبح لإيقاف السيارة في حال كان هناك خطر كبير سيؤدي إلى الاصطدام.
- نظام تحديد الأقمار الصناعية لتحديد المواقع والذي يلاحظ حركة السيارة على الطريق ويساعد في تحديد اتجاه السيارات والتفاف الطريق ويغذي الجهاز الذكي بمعلومات تساعد في تحديد التحكم المناسب. فمثلا، إذا تباطأت السيارة الأمامية وبنفس الوقت أعطت إشارة التفاف، فان الجهاز سيدرك أن السيارة ستغير مسارها وبالتالي سيبقي السرعة نفسها بدلا من تخفيفها..

## الأنظمة المتوفرة
عرض النظام لأول مرة في السوق الياباني في منتصف تسعينيات القرن العشرين. وكان النظام آنذاك يتحكم بسرعة المحرك وتخفيض تعشق التروس من دون كبح السيارة.
- تويوتا: أدخلت شركة تويوتا نظام التحكم الرإداري في سيارة سيلسيور.[1] وفي عام 2000، أدخلت نظام الكبح التلقائي. وفي عام 2004 أضافت نمط التقفي البطيء والذي ينبه السائق إلى توقف السيارة الأمامية إلا أن الشركة ألغته.[2] وفي عام 2006، عرضت الشركة خاصية تحكم بكل السرعات في سيارة لكزس أل أس 460. وهذه الخاصية تبقي تحكم تام ومستمر لتحركات السيارة من سرعة صفر وحتى سرعة 100 كلم/ساعة. كما تعمل في حالات التوقف المتعدد مثل حالات الازدحام. وكانت الكزس أول السيارات التي أخلت هذا النظام إلى السوق الأميركية عام 2000 بسيارات أل أس 430 ونظام تحكم التطواف الليزي الديناميكي.
- المرسيدس: قدمت شركة مرسيدس نظام ديسترونك عام 1998. واستطاعت الشركة الوصول إلى جهاز يوقف سير المركبة تماما بشكل سليم عام 2006. ووفرت هذا النظام والتي أسمته «ديسترونك بلس» في سياراتها الفاخرة من طراز إي وأس. واستعملته شركة بوش في سيارات أودي Q7 وQ5.
- شركات أخرى: استعملت سيارات جاكوار النظام في عام 1999. واستعملت شركة بي أم دبليو (BMW) النظام في سيارات سلسلة 7 في عام 2007. ثم أضافة نظام «قف وسر» (Stop and Go) إلى سيارات السلسة 5. ثم طورت شركتي أودي وفولكسفاكن نظامهم الخاص عام 2002. وفي الولايات المتحدة الأميركية، دمجت شركة أكيورا نظام التحكم التطوفي الألي مع نظام المكابح لتخفيف الاصطدام في سياراتها من نوع أر أل (RL) كإضافة اختيارية.

## بعض السيارات المضاف اليها النظام
مرسيدس اضيف في اواخر عام 1998.
جاكوار في عام 1999.
بي ام دبليو في عام 2000.
فولكس واجن. في عام 2002.